# 햄버거 힐
《햄버거 힐》(Hamburger Hill)은 미국에서 제작된 존 어빈 감독의 1987년 드라마, 전쟁, 액션 영화이다. 안소니 바릴 등이 주연으로 출연하였고 마시아 나사티어 등이 제작에 참여하였다.

## 출연

### 주연
- 안소니 바릴
- 마이클 보트먼
- 돈 치들
- 마이클 돌런
- 돈 제임스
- 딜란 맥더모트
- 마이클 A. 니클스
- 해리 오렐리
- 다니엘 오쉐어
- 티모시 패트릭 퀼
- 토미 스웨드로
- 코트니 B. 반스
- 스티븐 웨버
- 테간 웨스트

### 조연
- 키에우 친